# Quilombo Alto Acará
Alto Acará é uma comunidade remanescente de quilombo, população tradicional brasileira, localizada no município brasileiro de Acará, no Pará. O território foi certificado como remanescente de quilombo (reminiscências históricas de antigos quilombos) em 2013, pela Fundação Cultural Palmares.
Esta comunidade tem seu território parcialmente titulado: 12.409,4000 hectares foram titulados pelo Instituto de Terras do Pará (Iterpa), no dia 13 de setembro de 2022, e outros 12.409,4000 hectares estão em análise. A Associação dos Moradores e Agricultores Remanescentes Quilombolas do Alto Acará (AMARQUALTA) foi formada em 2010, por seis comunidades quilombolas de Acará (Pará): 19 do Maçaranduba, Ipitinga-Grande, Ipitinga-Mirim, Monte Sião, Turé e Vila Formosa.

## Tombamento
O tombamento de quilombos é previsto pela Constituição Brasileira de 1988, bastando a certificação pela Fundação Cultural Palmares:

Art. 216. Constituem patrimônio cultural brasileiro os bens de natureza material e imaterial, tomados individualmente ou em conjunto, portadores de referência à identidade, à ação, à memória dos diferentes grupos formadores da sociedade brasileira [...]

§ 5º Ficam tombados todos os documentos e os sítios detentores de reminiscências históricas dos antigos quilombos.

## Situação territorial
Povos Tradicionais ou Comunidades Tradicionais são grupos que possuem uma cultura diferenciada da cultura predominante local, que mantêm um modo de vida intimamente ligado ao meio ambiente natural em que vivem. Através de formas próprias: de organização social, do uso do território e dos recursos naturais (com relação de subsistência), sua reprodução sócio-cultural-religiosa utiliza conhecimentos transmitidos oralmente e na prática cotidiana.

Mesmo na área já titulada, os moradores sofrem com conflitos com empresas que exploram a monocultura de dendezais. Em 2012, era a Biovale e, em 2023, a Brasil BioFuels (BBF).